# Stevie Salas
Stevie Salas är en amerikansk gitarrist, låtskrivare och producent, som spelat med bland andra Mick Jagger, George Clinton och Rod Stewart.
Sedan år 2010 turnerar han bland annat flitigt med sitt bandprojekt The IMF's, som Salas frontar tillsammans med Bernard Fowler.